# This Is the Way It Goes and Goes and Goes
| Recensione | Giudizio |
| ---------- | -------- |
| AllMusic   | [ 1 ]    |
| PandoMag   | [ 2 ]    |
| Pitchfork  | [ 3 ]    |

This Is the Way It Goes & Goes & Goes è l'album di debutto del gruppo indie rock di Seattle dei Juno, pubblicato nel 1999 dalla DeSoto Records.

## Tracce
1. The Great Salt Lake/Into the Lavender Crevices of Evening the Otters Have Been Pushed – 5:31
2. Rodeo Programmers – 2:53
3. The Young Influentials – 4:00
4. All Your Friends Are Comedians – 3:27
5. Leave a Clean Camp and a Dead Fire – 9:51
6. January Arms – 8:33
7. Venus on 9th Street – 3:14
8. A Listening Ear – 7:19
9. Are You Still There? – 0:55
10. The Sea Looked Like Lead – 8:07